# مارتن دويل (مصارع رياضي)
مارتن دويل (بالإنجليزية: Martin Doyle)‏ هو مصارع رياضي بريطاني، ولد في 16 نوفمبر 1958 في دبلن في جمهورية أيرلندا.

## وصلات خارجية
- مارتن دويل على موقع قاعدة بيانات المصارعة الدولية (الإنجليزية)
- مارتن دويل على موقع أوليمبيديا (الإنجليزية)